# Портикато (Месина)
Портикато је насеље у Италији у округу Месина, региону Сицилија.
Према процени из 2011. у насељу је живело 79 становника. Насеље се налази на надморској висини од 116 м.